# Batalla de Pieve al Toppo
La batalla de Pieve al Toppo va tenir lloc el 26 de juny 1288, entre Arezzo i Siena en el camp del Toppo (avui a la ciutat de Civitella de la Vall de Chiana, a la província d'Arezzo).

## La iniciativa militar Güelfa
En dues de les principals ciutats toscanes, Pisa i Arezzo, es va establir en 1288 un domini dels gibel·lins. Particularment a Arezzo els principals exponents del partit güelf s'havien vist obligats a abandonar la ciutat, que es va mantenir fermament en mans dels gibel·lins, representats pel bisbe Guglielmino degli Ubertini i els seus lloctinents. Els güelfs, especialment els florentins, van decidir prendre mesures i van organitzar una coalició per atacar Arezzo. Es va aixecar un exèrcit en gran manera florentí i sienès, que l'1 de juny 1288 va assetjar Arezzo després d'haver conquerit alguns castells de menor importància.
```
Els güelfs aviat es van adonar que la defensa de la ciutat estava molt ben organitzada i, després d'unes setmanes, es va aixecar el setge, no sense haver destrossat el camp i fet burla dels seus adversaris.
```

Però en l'aixecament del setge, es va cometre un error estratègic greu: l'exèrcit güelf es va dividir quan encara era a prop d'Arezzo. Els florentins, de fet, van seguir el camí de Valdarno per tornar a la seva ciutat; els sienesos, en canvi, van decidir creuar la Vall de Chiana, en aquell temps pantanosa, per tornar a Siena passant per Lucignano, que pretenien atacar.

## Preparació dels gibel·lins
L'exèrcit gibel·lí se n'havia sortit del setge en bones condicions i, si era impensable abordar en camp obert a tot l'exèrcit güelf, en canvi va veure al seu abast l'exèrcit de Siena en retirada. Coneixent bé el territori circumdant, els aretins observaren que els sienesos havien de passar pel camp del Toppo, que era l'únic punt en què el pantà de la Chiana podia ser passat a gual per un exèrcit. Arezzo va decidir organitzar una expedició per trobar els sienesos i barrar-los el pas.

## Batalla
El contingent sienès era dirigit per Ranuccio Farnese i tenia 3.000 soldats d'infanteria i 400 de cavalleria. Els aretins, comandats per Bonconte de Montefeltro i Guglielmo dei Pazzi (anomenat Guillem el Boig), havien enviat 2.000 soldats d'infanteria i 300 de cavalleria, dividits en dos grups: el primer en persecució dels sienesos pel mateix camí que havien agafat ells; el segon va recórrer en canvi la carretera de Battifolle, Viciomaggio i Mugliano. Marxant inclús de nit, els aretins van trobar els sienesos el 26 de juny i els van atacar per sorpresa.
Els sienesos avançaven en la formació correcta, amb la infanteria al centre i els genets disposats en els costats com a protecció. Però els ballesters tenien les seves armes sobre els lloms de mules i els genets no portaven llança, ja que inclús aquestes armes eren transportades a part i tenien l'escut subjecte al cavall, com s'acostumava a fer durant les marxes.
Els aretins van bombardejar la columna enemiga amb un llançament constant de pedres i fletxes. Mentre els sienesos buscaven desesperadament posar-se en formació de batalla. El seu comandant, Ranuccio Farnese, fou mort.
 Al mateix temps, va començar la càrrega dels cavallers feditori aretins i la batalla es va decidir. Va començar en aquest punt la fase més sagnant d'aquella batalla. Els sienesos en mig del camí i dispersos en petits grupets, van ser massacrats en una autèntica i despietada caça de l'home, el nom de batalla del Toppo, li ve del fet que hi van participar no sols els soldats gibel·lins sinó també els vilatans del lloc, armats amb forques i eines de treball del camp. Al final del dia havien estat morts més 500 combatents güelfs a canvi de pèrdues pràcticament nul·les entre els gibel·lins

## La fama de la batalla
Aquesta batalla és recordada per Dante en el cant XIII de l'Infern on entre malbaratadors apareix Lano de Siena: un personatge que la tradició popular recorda com un ric hereu que passava la vida entre festes i orgies, malgastant la seva fortuna abans de morir en la batalla de Pieve al Toppo.